# 髙井伸夫
髙井 伸夫（たかい のぶお、1937年5月9日 - 2023年2月7日）は、日本の弁護士。弁護士法人髙井・岡芹法律事務所の創業者、元代表社員。経営法曹会議幹事。社団法人日中協会理事。愛知県名古屋市出身。東京大学法学部卒業。
専門分野は企業からの人事・労務問題、会社役員関係等々、使用者側に立つ労働法・労働問題。

## 略歴
- 1953年　愛知教育大学附属名古屋中学校卒業
- 1956年　愛知県立明和高等学校卒業
- 1961年　東京大学法学部卒業
- 1963年　弁護士登録（第15期）。孫田・高梨法律事務所に入所。
- 1972年　青山学院大学非常勤講師（ - 1985年）
- 1973年　髙井伸夫法律事務所を開設
- 1999年　日本髙井伸夫律師事務所上海代表処を開設（中華人民共和国上海市）
- 2006年　日本髙井伸夫律師事務所北京代表処を開設（中華人民共和国北京市）
- 2010年　髙井・岡芹法律事務所に改称。会長就任。
- 2023年　弁護士法人髙井・岡芹法律事務所に組織改編。同事務所代表社員弁護士に就任。

この他、財団法人カシオ科学振興財団監事、財団法人労働科学研究所評議員、財団法人日本盲導犬協会理事長等々を歴任。

## 主要著書
- 『労使関係の原理と展望』（第一法規出版）
- 『人事権の法的展開』（有斐閣）
- 『判例からみた企業における精神健康管理』（商事法務研究会）
- 『企業経営と労務管理』（第一法規出版）
- 『上手に人を辞めさせたい』（講談社）
- 『中国で成功する人事労務の戦略戦術』（講談社）
- 『朝10時までに仕事は片づける　モーニング ・マネジメントのすすめ』（かんき出版）
- 『3分以内に話はまとめなさい　できる人と思われるために』（かんき出版）
- 『人員削減　賃金ダウンの法律実務―成果主義を徹底する人事戦略―』（日本経団連出版）
- 『仕事で人は成長する』（かんき出版）
- 『高井式　一生使える勉強法　成長モードにスイッチする』（かんき出版）
- 『労使の視点で読む 最高裁重要労働判例』共著（産労総合研究所）
- 『ポケット版　20代は仕事で大きく成長する』（かんき出版）
- 『弁護士の戦略シリーズ』全3巻（民事法研究会）